# ビルマ暦
ビルマ暦（ビルマれき、ビルマ語: မြန်မာသက္ကရာဇ်、発音 [mjəmà t̪ɛʔkəɹɪʔ] ミャマー・テッカリッ、または ကောဇာသက္ကရာဇ်、[kɔ́zà t̪ɛʔkəɹɪʔ] コーザー・テッカリッ、英語: Burmese Era、略してBE）またはミャンマー暦（英語：Myanmar Era、ME））は、月は朔望月、年は恒星年に基づいている太陰太陽暦である。この暦は概ね古いヒンドゥー暦に基づいているが、インドが採用したシステムとは異なり、メトン周期を採用している。故に、ヒンドゥー暦の恒星年とメトン周期の太陽年を調和させるために、不定期的に閏月と閏日を追加している。
この暦は、ピュー時代（Pyu era）とも呼ばれるスリ・クセトラ王国で640年に創始されて以来、ビルマの様々な国で連続して使用されてきたのみならず、他の東南アジアのインドシナ半島のアラカン（Arakan、現ラカイン州）、シーサンパンナ、ラーンナー、ラーンサーン王朝、アユタヤ朝、カンボジアなどの王国でも19世紀後半にいたるまで公式の暦として採用されていた。
現在もミャンマーではグレゴリウス暦と並ぶ形でこのビルマ暦が公式の暦として、また同国の新年の伝統祭事であるティンジャンや仏教に関連した諸祭事の開始日をマークする目的でも用いられている。

## 歴史

### 起源
ビルマ年代記（Burmese chronicles）は、ビルマ暦の起源について、カリ・ユガの時代が始まったとされた、古代インドの紀元前3102年にまで遡って記述している。不完全だったこの暦は、釈迦の母方の祖父であるアンジャナ王（အဉ္စန、Añjana）によって、前691年に再調整され、その後は、紀元前544年を起点とする仏滅紀元に改められていると言われている。仏滅起源は、西暦紀元頃までにはピュー族の都市国家で採用されるようになったという。そして、西暦後78年、インドではシャカ紀元（サカ時代）と呼ばれる新時代が始まった。2年後には、ピュー族国家のスリ・クセトラ王国（Sri Ksetra Kingdom）で新紀元が採用され、その後、他のピュー国にもこの紀元法が広まった。
年代記によると、パガン王朝は初めこそ当時主流だったサカ紀元やピュー族の紀元に従ったものの、西暦640年3月21日に、ポパ・ソウラハン（Popa Sawrahan）王が再度この暦を調整し、新紀元として西暦638年3月22日を開始日とするコーザー・テッカリッ（ကောဇာ သက္ကရာဇ်、[kɔ́zà θɛʔkəɹɪʔ]）を創設・採用した。仏教時代は宗教的な暦として使用され続けた一方、市民暦としても用いられた。
学問的には、暦の北インドの起源とビルマでのマハーサカラージ時代までの採用時期に関する年代記の叙述を受け入れている。近年の研究では、グプタ朝時代の西暦320年にもピュー族の国で使われていた可能性があるというが、主流の学説では、調整された暦はスリ・クセトラで開始され、その後、新興国だったパガン朝が採用したとされている。ただし、1993年に発見されたピュー族の石碑は、ピュー族の国家がグプタ時代も使用していた可能性を示しており、さらなる研究が進められなければならないという。

### 広がり
1044年、アノーヤターが王として即位する形で国として成立したパガン王朝が11世紀から13世紀にかけて台頭すると、同国の治めた他の地域でもこの暦が採用されるようになった。西はアラカン（Arakan）、東は現在のタイ北部やラオスのシャン族諸国家に至るまで、ビルマの新年に関わる民間伝承とともに暦が採用され、その周辺地域や近隣諸国でのビルマ暦の運用が始まった。チエンマイ年代記とチエンセーン年代記によると、チエンマイ、チエンセーンとタイの中・上流（ランプーンのハリプンチャイ王国、スコータイ朝を除く）にあったその属国がアノーヤターに服従し、11世紀半ばにクメール王朝の標準暦マハーサカラージ（Mahāsakaraj）に代わってこの暦を採用したとされている。しかし、学問的には、現代のタイにおけるビルマ暦使用の証拠は、最古のものでも13世紀半ばのものまでしかないとされている。
その後、ビルマ暦は南はスコータイ朝、東はラオスの国々にまで広まったようである。しかし一方で、さらに南のアユタヤ朝と東のラーンサーン王国が公式に採用したのは、16世紀にタウングー朝のバインナウン王がこれらの王国を征服してからのことである。その後のアユタヤでは、1889年までビルマ暦をチュラ・サッカラート（パーリ語：Culāsakaraj）の名で公式暦として保持していた。以後、16世紀から19世紀にかけてタイの属国であったカンボジアでも、アユタヤのビルマ暦採用を受けて、同暦を使用することとなった。また、15世紀から17世紀にかけてアラカンのムラークー王国が支配していたベンガル地方のチッタゴンでも暦が普及した。

### 発展・変遷
ビルマ暦の計算システムは、もともとトゥーリヤ・テイッダンタ（英：Thuriya Theiddanta、ビルマ語：သူရိယသိဒ္ဓန္တ、[t̪ùɹḭja̰ t̪eʲʔdànta̰]）という概念を基としていた。これは主に古代インドのスーリヤ・スィッダーンタ（Surya Siddhanta、Ardharatrika学派）という「原型」に基づいていると考えられている。インドとの大きな違いは、先述の通りビルマ暦がメトン周期に従っているところである。ヒンドゥー教の場合は、古代インドの天文学者が確かにメトン周期を知っており、概念として東南アジアに伝えたかもしれないながらも、恒星をベースにしたヒンドゥー暦とは相容れないために採用されなかったし現在も使われていないという。ただメトン周期がいつから、またどこから取り入れられたのかは定かでなく、場所に関しても中国からヨーロッパまで様々な説がある。ヨーロッパ説に関しては1998年に記述したものがあるが、2001年にはこれを否定し、「東南アジアの天文学にヨーロッパの影響の痕跡は他に見あたるところがない」と述べ、むしろ中国がメトン周期の源流であった可能性を示唆する研究がある。
以上のことから、ビルマ暦はヒンドゥー暦の恒星年に基づくシステムと、メトン周期の概念を組み合わせた奇妙な方式をとっており、この方式は閏日や閏月の不定期の挿入を要することとなった。加えて、ビルマ暦に進化したインドの恒星年の計算機構が取り入れられたのは19世紀中頃である。アーウィン（A.M.B. Irwin）は、1738年までに暦はオリジナルのスーリヤを適応させたマカランタ・システム（Makaranta system）になっていたと指摘するが、イード（J. C. Eade）はアーウィンの調査を疑い、少なくともパガン朝時代の碑文までにおいて東南アジア本土に残っているオリジナルの暦体系との相違を見いだせなかったと述べている。ビルマ暦がタイで公式に採用されたのは1564年であり、その後タイの暦はまだスーリヤ・システムを使用しているので、ビルマ暦も16世紀まではスーリヤに従っていたはずである。仮にその後ビルマでマカランタ・システムが使われるようになったとしても、ビルマのものは「サウラ派に従うマカランダのよく知られた西暦1478年のインドサンスクリット天文表（マカランダサラーニ（Makarandasarani）とは異なるだろう」との見解もある。ただし元あったスリヤ・セイダンタは後のヒンドゥー暦のそれより1年あたり0.56秒遅く、その分より正確である。
ビルマ暦の変更の試みに関わる、記録上残る最初期の記録は表面的なものであった。ビルマ暦が（コーザー・テッカリッの起算日から）丁度800年となった1438年3月29日に、モーフニン・タドー（Mohnyin Thado）王は暦を同年がビルマ暦2年（1436年3月18日よりビルマ暦0年とする）となるようにに再調整した。しかし、この方策を打ち出してから1年余りでサドは亡くなり、この新紀元は数年後に消滅した。その次の変更案は、1638年3月にアユタヤ王朝のプラーサートトーン王（在位：1629年 - 1656年8月7日）から出されたもので、来る千年祭（1638年4月10日）に備えて、各月の動物に変更を加えたいと考えていた。ビルマではこの慣習が浸透していなかったため、この提案はタールン（Thalun、在位：1629年 - 1648年）というタウングー王朝の王によって却下された。
一方、太陽暦と太陰太陽暦のズレが積み重なり大きくなりつつあったことに注目が向けられるようになった。ビルマ暦1100年祭（1738年）には、元あった計算体系の誤りを修正することを目的とした新しい計算体系が提案されたが、タウングー朝は何ら措置も講じなかった。1786年にコンバウン朝にて導入された現在のスーリヤ・スィッダーンタ（Surya Siddhanta、「サウラ学派」の意味）は、約50年後にビルマ語に翻訳されることとなった。そしてついに、ビルマ暦1200年（西暦1838年）に仏教僧ニャウンガン・サヤードー（Nyaunggan Sayadaw）によってタンデイッタ（Thandeikta）という新しい体系が提唱された。
新体系は、元のスーリヤ派と新スーリヤ派の混成であった。新スーリヤ派と異なり、タンデイッタは推測を採用せず、平均太陽年の概念を引き続き用いる。また、閏月をワーソーの次に、閏日（イェッ＝ルン（ရက်လွန်）もしくはイェッ＝ンギン（ရက်ငင်））をナヨンの最後に置き、閏月のある年にのみ閏月を置くという慣習も残っている。しかし、タンデイッタは新スーリヤ派に従って、年と月の長さに少し変更を加えている。主流だったメトン周期に基づくが変更され、太陽年と太陰太陽暦の年の間にこれ以上ズレが生じないように、閏月のシステムが修正されたのである。タンデイッタは、後にミンドン王（Mindon Min）の王妃となるセッキャ・デウィ（Sekkya Dewi）王女の支持を得て、1853年に全面採用された。当時存在したメトン周期の最初となる調整として、ビルマ暦1201年、つまり西暦1839年に閏月が置かれた。
タンデイッタは、一見、この暦の採用する太陽年と太陰年の差を縮めたように見えるが、実際の太陽年と比較してみると、暦の精度が上がったわけではなく、むしろ元の制度より僅かではあるが悪くなっており、太陽年の長さはマカランタでは約23分50秒8704秒進んでいるが、タンデイッタでは約23分51秒4304秒進んでいる。その結果、暦は実際の太陽年からどんどん離れていってしまった。その結果、暦は実際の太陽年からどんどんずれていってしまった。遅れを取り戻すために、見かけ上の計算に基づく閏日・閏月挿入の予定を定期的に変更することにしたが、その犠牲として、数年以上先の暦を発表することはほとんど不可能になった。
纏めると、ビルマ暦は様々な時代に、閏日・閏月の挿入時期の設定方法を異にした、少なくとも3つの似通った計算方法を用いてきた。
| 時代                 | 意味                                           | 説明 |
| -------------------- | ---------------------------------------------- | --- |
| スリャ・スィッダンタ | ビルマ暦1215年（西暦1853年）まで               | メトン周期により閏日と閏月の挿入時期が決まる。 |
| タンデイッタ         | ビルマ暦1215年 - 1311年（西暦1853年 - 1950年） | 修正メトン周期の採用。4月までのズレに応じて閏日と閏月を挿入するか否かを定める。 |
| 現行のビルマ暦       | ビルマ暦1312年1月より施行                      | ミャンマー暦諮問委員会（Myanmar Calendar Advisory Board）が使用している現在のシステム。さらに修正されたメトン周期を使用。8月までのズレに応じて閏日と閏月を挿入するか否かを定める。 |

### 現在における重要性
19世紀後半、ヨーロッパの植民地主義が到来すると、東南アジア本土の王国の中ではビルマ暦の公的な地位が低下するところが出てきた。カンボジアでは1863年に、ラオスでは同89年に、ビルマ暦に代わってグレゴリオ暦が採用され、1889年には、東南アジアで唯一残っていた独立王国であるラタナコーシン朝タイ王国も公式な市民暦としてグレゴリオ暦を、伝統的な太陰太陽暦としてラタナコーシン暦（1782年を第1年とする）に切り替えた。
しかしながら、ミャンマーにおいてビルマ暦が置き換わることはなく、王政の崩壊後はグレゴリオ暦と並行して使われている。タイは1941年以降、独自の仏教暦に移行したが、歴史研究のために学界ではチュラ・サッカラート時代の日付が依然として最もよく使われ、好ましい形で導入されている。バングラデシュでは、アラカン暦と同じチッタゴン・マジ＝サン暦（Chittagong Magi-San calendar）が、一部の少数民族によって現在も使われている。詳細は後述。

## 暦法

### 日と日界
ビルマ暦には天文日（astronomical day）と市民日（civil day）の2種類の日がある。天文日は正午を日界とし、朔望月の30分の1、つまり23時間37分28秒08に相当する。市民日は2つの部分から成り、前半は日の出から、後半は日の入りから始まる。実用上は、この2種類の日の端点となる4点（日の出、正午、日没、正子）が基準点として使われた。市民日はめいめいが3時間にあたる8つのバホー（ဗဟို、[bəhò]）または24分にあたる60ナーイー（နာရီ、[nàjì]）に分けられ、1バホは7.5ナイに相当する。かつては、ナーイごとにマウン（မာင်း、[máʊɰ̃]）というどらのような打楽器を打ち、バホーごとにスィー（စည်、[sì]）という太鼓とカウン・ラウン（ခေါင်းလောင်း、[kʰáʊn láʊɰ̃]）という鐘を打ったという。まとめると以下の通り。
| タイプ | 時間 | ビルマ名  | 説明               |
| ------ | ---- | --------- | ------------------ |
| 日     | 1時  | နံနက် တစ်ချက်တီး | 日の出と正午の中間 |
| 日     | 2時  | နေ့ နှစ်ချက်တီး   | 正午               |
| 日     | 3時  | နေ့ သုံးချက်တီး    | 正午と日没の中間   |
| 日     | 4時  | နေ့ လေးချက်တီး    | 日没               |
| 夜     | 1時  | ည တစ်ချက်တီး   | 日没と正子の中間   |
| 夜     | 2時  | ည နှစ်ချက်တီး   | 正子               |
| 夜     | 3時  | ည သုံးချက်တီး    | 正子と日の出の中間 |
| 夜     | 4時  | နံနက် လေးချက်တီး  | 日の出             |

バホーやナーイー以外の単位が広く使われることはなかったが、暦自体はミリ秒単位の時間単位で構成されている。
| 単位         | 相当する期間 | 時間  | 単位            | 相当する期間   | 時間                  |
| ------------ | ------------ | ----- | --------------- | -------------- | --------------------- |
| イェッ ရက်    | 8バホー      | 1日   | ピャン ပြန်       | 10カヤー       | 4秒                   |
| バホー ဗဟို    | 7.5ナーイー  | 3時間 | カヤー ခရာ       | 12カナ         | 0.4秒                 |
| ナーイー နာရီ  | 4パッ        | 24分  | カナ ခဏ         | 4ラヤ          | 0.03333秒 （1/30秒）  |
| パッ ပါဒ်      | 15ビザナ     | 6分   | ラヤ လယ         | 1.25アヌカヤー | 0.00833秒 （1/120秒） |
| ビザナー ဗီဇနာ | 6ピャン      | 24秒  | アヌカヤー အနုခရာ | 基本単位       | 0.00667秒 （1/150秒） |

このうち暦の計算で用いられるものに絞ると一覧は以下の通り。
| 単位       | サブユニット | おおよその等価時間    |
| ---------- | ------------ | --------------------- |
| イェ       | 60ナーイー   | 1日                   |
| ナーイー   | 60ビザナー   | 24分                  |
| ビザナー   | 60カヤー     | 24秒                  |
| カーヤ     | 60アヌカヤー | 0.4秒                 |
| アヌカヤー | <基本単位>   | 0.00667秒 （1/150秒） |

西暦の時間、分（minute）、秒（second）に相当するのは以下の通り。
| 単位  | 同等のビルマ暦における単位 |
| ----- | -------------------------- |
| 1時間 | 2.5ナーイー                |
| 1分   | 2.5ビザナー                |
| 1秒   | 2.5カヤー                  |

### 週
民間の1週間は7日間で構成されている。また、曜日を0から6までの数字で表す習慣があった。タニンガヌウェ（Taninganwe、日曜日）とタニンラ（Taninla、月曜日）という名前は、古ビルマ語（Old Burmese）に由来するが、残りはサンスクリット語に由来する。
| 数値表記 | 名前                 | IPA          | 相当する曜日 |
| -------- | -------------------- | ------------ | ------------ |
| 0        | サネー စနေ            | [sənè]       | 土曜日       |
| 1        | タニンガヌウェ တနင်္ဂနွေ | [tənɪ́ɴɡənwè] | 日曜日       |
| 2        | タニンラー တနင်္လာ      | [tənɪ́ɴlà]    | 月曜日       |
| 3        | インガー အင်္ဂါ         | [ʔɪ̀ŋɡà]      | 火曜日       |
| 4        | ボウッダフー ဗုဒ္ဓဟူး    | [boʊʔdəhú]   | 水曜日       |
| 5        | チャーダバデー ကြာသပတေး  | [tɕàðəbədé]  | 木曜日       |
| 6        | タウッチャー သောကြာ      | [t̪aʊʔtɕà]    | 金曜日       |

### 月
ビルマ暦には、朔望月と恒星月の2種類の月がある。暦の構成には朔望月が使われ、占星術的な計算には27のネッカッ（နက္ခတ်、[nɛʔkʰaʔ]）という日と12の星座が使われる。(暦には、1年の12分の1と定義されるトゥーリヤ・マータと呼ばれる太陽暦の月も存在する。ただし、太陽年、恒星年など、年の種類によって太陽月が異なる)
| 名称            | スリャ・スィッダンタでの平均日数 | タンデイッタでの平均日数 |
| --------------- | -------------------------------- | ------------------------ |
| 朔望月စန္ဒရမာသ လ  | 29.530583                        | 29.530587946             |
| 恒星年နက္ခတ္တမာသ လ | 27.3216574                       | 27.3216574               |

日は上弦を意味するラザン（လဆန်း、[la̰záɰ̃]）と下弦を意味するラゾ（လဆုတ်、[la̰zoʊʔ]）で分けられる。ラザンの第15日であるラビェ（လပြည့်、[la̰bjḛ]）は市民日では満月の日である。新月の日であるラグウェ（လကွယ်、[la̰ɡwɛ̀] ）は、月の最後に（ラゾ第14ないしは15日）あたる。暦における平均的な新月と実際の新月のタイミングが重なることはほとんどなく、しばしば前者が先行する。
朔望月が約29.5日であることから、暦は29日と30日の月を交互に使用する。29日の月をイェッ＝マ＝ソン・ラ（ရက်မစုံလ）、30日の月をイェッ＝ソン・ラ（ရက်စုံလ）といい、他の東南アジアの伝統と異なり、月の名前にはビルマ語の名前が使われている。現代のビルマ人の耳には異国語のように聞こえるが、仏教の四旬節にあたるムレター/ミュウェター（မ္လယ်တာ / မြွယ်တာ）、ナンカー（နံကာ）、タントゥー（သန်တူ）の3つを除いてはすべて古ビルマ語に由来するものである。これらも現在では新しいビルマ語名（Waso, Wagaung, Thadingyut）に置き換えられており、もとの月名ムレター、ナンカー、タントゥーの名前は同月の満月の日の名称になっている。次の表のうち、モン語名は // 内のものは現代語における発音である。
| ビルマ語名称                       | モン語名称                                    | 日数 （閏日除く） |
| ---------------------------------- | --------------------------------------------- | ----------------- |
| タグー（Tagu） တန်ခူး                 | セ（Ce） စဲ/coa/                               | 29                |
| カソン（Kason） ကဆုန်                | パス（Pas） ပသာ်/pəsaik/                        | 30                |
| ナヨン（Nayon） နယုန်                | ヘ（Hje） ဇှ်ေ/cèh/                              | 29                |
| ワーソー（Waso） ဝါဆို                | ダギン（Daguin） ဓဂိုန်/həkɜ̀n/                   | 30                |
| ワーガウン（Wagaung） ဝါခေါင်          | スレスィ（Sresi） သ္ဍဲသဳ/hədoasɔe/               | 29                |
| トーダリン（Tawthalin） တော်သလင်း       | バト（Bhat） ဘတ်/phòt/                         | 30                |
| タディンギュッ（Thadingyut） သီတင်းကျွတ် | ヴァ（Hva） </br> ဝှ် 、/wòh/                   | 29                |
| タザウンモン（Tazaungmon） တန်ဆောင်မုန်း  | ガートゥイン ဂထိုန်/kəthɒn/                      | 30                |
| ナドー（Nadaw） နတ်တော်                | ムレッガウティ（Mreggatui） မြေဂ္ဂသဵု/pəròikkəsɒ/  | 29                |
| ピャードー（Pyatho） ပြာသို            | プー（Puh） ပုဟ်/paoh/                          | 30                |
| タボドゥエ（Tabodwe） တပို့တွဲ          | マ（Ma） မာ်/màik/                              | 29                |
| タバウン（Tabaung） တပေါင်း            | ファウラグイン（Phawraguin） ဖဝ်ရဂိုန်/phɔrəkɜ̀n / | 30                |

うるう年では、 ナヨン月に、イェト＝ルン（ရက်လွန်）もしくはイェト＝ンギン（ရက်ငင်）と呼ばれる一日が挿入される。アラカンの暦では、タグの月に挿入される。

### 年

#### 天文年の種類
ビルマ暦には、太陽年、恒星年、近点年の3種類の天文年がある。
| 年名                               | 説明   | 元のスーリヤによる平均太陽日数 | タンデイッタによる平均太陽日数 |
| ---------------------------------- | ------ | ------------------------------ | ------------------------------ |
| ターワナマータ・フニッ သာဝနမာသနှစ်     | 太陽年 | 365.25875                      | 365.2587564814                 |
| ネッカッタマータ・フニッ နက္ခတ္တမာသနှစ် | 恒星年 | 365.2729132                    |                                |
| トゥーリヤマータ・フニッ သူရိယမာသနှစ်   | 近点年 | 365.2770951                    |                                |

#### 閏年
ビルマ暦は太陰太陽暦で、月は太陰暦に基づいている一方で、年は太陽年に基づいている。その主な目的の一つは、太陰暦と太陽暦のズレを調整することである。太陰月（通常12ヶ月）は29日と30日で構成され、太陽年が365.25日であるのに対し、通常の太陰年は354日である。そのため、太陰暦に何らかの形で足し算（閏日や閏月の挿入）が必要である。この調整を行う上で基本となるのが57年の周期である。具体的には、57年ごとに11日の閏日、19年ごとに7つの閏月（30日）が挿入され、これにより、両暦とも20819日を得られるようになっている。
そのため、ワーンゲーダッ・フニッ（ဝါငယ်ထပ်နှစ်、[wàŋɛ̀daʔ n̥ɪʔ]）という閏年には閏月「ワー・ダッ（ဝါထပ်、[wà daʔ]）」を、ワージーダッ・フニッ（ဝါကြီးထပ်နှစ်、[wàdʑídaʔ n̥ɪʔ]）という大閏年にはワ・ダに加え閏日「イェッ・ンギン（ရက်ငင်、[jɛʔ ŋɪ̀ɴ]）」を追加する。この閏月は、1年の長さを修正するだけでなく、月の累積誤差を半日分修正する。さらに、2周期（39年）に7回強、不定期にナヨン月に1日を加えて、月の長さの平均を補正している。閏月がある年を除いて、閏年が挿入されることはない。ヒンドゥー暦ではズレが累積1ヶ月になれば、いつでも閏月を挿入するが、ビルマ暦は夏至の後に、アラカン暦は春分の後に、閏月を挿入し、いずれもその年の同じ時期になっている。よって、下記の通り、実際の暦年（ウォーハーラマータ・フニッ、ဝေါဟာရမာသနှစ်）は、354日、384日、385日のいずれかで構成される。
| 月名                 | 平年         | ワネダ・ニ | ワージーダッ・フニッ |
| -------------------- | ------------ | ---------- | -------------------- |
| タグー               | 29           | 29         | 29                   |
| カソン               | 30           | 30         | 30                   |
| ナヨン               | 29           | 29         | 30                   |
| ワーソー             | 30           | 30         | 30                   |
| ワ・ダ（閏ワーソー） | （挿入なし） | 30         | 30                   |
| ワーガウン           | 29           | 29         | 29                   |
| トーダリン           | 30           | 30         | 30                   |
| タディンギュッ       | 29           | 29         | 29                   |
| タザウンモン         | 30           | 30         | 30                   |
| ナドー               | 29           | 29         | 29                   |
| ピャードー           | 30           | 30         | 30                   |
| タボドゥエー         | 29           | 29         | 29                   |
| タバウン             | 30           | 30         | 30                   |
| 合計                 | 354          | 384        | 385                  |

タイのチュラ・サッカラート暦では、閏日の配置が僅かに異なり、閏年とは別の年に置いている。したがって、タイの小閏年は355日、大閏年は384日である。しかし、19年周期の日数はどちらも同じでになっている。さらに、先述の通りビルマ暦はヒンドゥー暦と異なりメトン周期に従って閏月を挿入する。しかし、ビルマ暦はヒンドゥー暦の恒星年とメトン周期の太陽年を調整する必要があるため、メトン周期を一定に保つことは難しいことであった。19年のうちどの年が閏年になるか決めるために、計画をいくつか採用していたようだが、どの年が閏年となるかを知るには、ビルマ暦の年数を19で割ったときの余りを見る。
| システム   | 19年周期の閏年となる余り年数 |
| ---------- | ---------------------------- |
| 1740年以前 | 2、5、8、10、13、16、18      |
| 1740年     | 2、5、7、10、13、15、18      |
| 1892年     | 1、4、7、9、12、15、18       |
| 1990年以降 | 1、4、6、9、12、15、18       |

#### 新年
上述の通り、ビルマ暦の主な目的は太陽年とペースを合わせることであるので、新年は常に太陽年で示され、時期的には太陽が白羊宮に入る時期にあたる。その日付は、現在では4月16日か4月17日にあたるが、何世紀もかけてゆっくりとずれてきており、20世紀には4月15日か4月16日にあたったが、17世紀には4月9日か4月10日であった。
その結果、ビルマ暦の正月は、第1月のタグ月の最初の日に当たる必要がなく、むしろ同月のラザン第1日にあたることは稀である。 このためタグ月は、専ら元旦前のフナウン・タグー（နှောင်းတန်ခူး、[n̥áʊn dəɡú]、「タグ下旬」の意味）と元旦以降のウー・タグー（ဦးတန်ခူး、[ʔú dəɡú]、「タグー上旬」）に分けられる。年によっては、太陽年から大きく遅れたため、正月がカソンになり、フナウン・タグーとフナウン・カソン（နှောင်းကဆုန်、[n̥áʊŋ kəsʰòʊɰ̃]）が存在したこともある。したがって、ただ「ビルマ暦1373年のタグ月」というだけでは同年のフナウン・タグーが2012年に相当するため、2011年に対応するわけではない。

### 年周期
かつての暦は、太陰月の名称を年号に置き換えた12年周期のジョヴィアン（Jovian）式が採用されていた。ビルマ暦における周期は、より馴染みのあるインドの60年を周期とするジョヴィアン周期とは異なり、この慣習はパガン朝時代にはあったが、17世紀には廃れていた。
| 余り（年÷12） | 名前                                 |
| ------------- | ------------------------------------ |
| 0             | プシャ（Hpusha） ပုဿနှစ်                |
| 1             | マーガ（Magha） မာခနှစ်                 |
| 2             | ファルグニ（Phalguni） ဖ္လကိုန်နှစ်        |
| 3             | チトラ（Chitra） စယ်နှစ်                |
| 4             | ヴィサカ（Visakha） ပိသျက်နှစ်            |
| 5             | ジャイスタ（Jyeshtha） စိဿနှစ်          |
| 6             | アサダ（Ashadha） အာသတ်နှစ်              |
| 7             | スラヴァナ（Sravana） သရဝန်နှစ်         |
| 8             | バドラパハ（Bhadrapaha） ဘဒ္ဒြသံဝစ္ဆိုရ်နှစ်  |
| 9             | アスヴィニ（Asvini） အာသိန်နှစ်           |
| 10            | クリチカ（Ktittika） ကြတိုက်နှစ်           |
| 11            | ムリガスィラス（Mrigasiras） မြိက္ကသိုဝ်နှစ် |

### 時代
ビルマ暦には時代の概念がある。仏教時代とカウザ時代は現在でもなお、ミャンマーで使われている。
| ビルマ名                                               | 説明                                           | 0年の日付          |
| ------------------------------------------------------ | ---------------------------------------------- | ------------------ |
| マハー・テッカリッ（Maha Thekkarit） မဟာ သက္ကရာဇ်          | アンジャナサカラージ                           | 西暦前691年3月10日 |
| タータナー・テッカリッ（Thathana Thekkarit） သာသနာ သက္ကရာဇ် | 仏教時代                                       | 西暦前544年5月13日 |
| ピュー時代（サカ時代） ပျူ သက္ကရာဇ်                         | シャーリヴァーハナ時代（タイのマハサカラージ） | 西暦78年3月17日    |
| コーザー・テッカリッ ကောဇာ သက္ကရာဇ်                          | 現在のビルマ暦 チュラ・サッカラート（タイ）    | 638年3月22日       |
| モーフニン・テッカリッ（Mohnyin Thekkarit） မိုးညှင်း သက္ကရာဇ်  |                                                | 1436年3月18日      |

## 精度
再三述べた通り、ビルマ暦は太陰暦を使用しながら、太陽年とペースを合わせんとしている。現在のタンデイッタにおける太陽年は、実際の平均太陽年である365.241289日よりも約23分51.43秒進んでいる。先述の通りこれより古いマカランタの方がわずかに正確で、実際の年より23分50.87秒進んでいた。以下にこの2つの体系におけるズレの詳細を示す。
|                        | マカランタ    | タンデイッタ      |
| ---------------------- | ------------- | ----------------- |
| 19太陽年（メトン周期） | 6939.91625日  | 6939.9163731466日 |
| 235朔望月              | 6939.687005日 | 6939.68816731日   |
| 差異                   | 0.229245日    | 0.2282058366日    |

19年間で0.0010391634日（89.78371776秒）、つまり1年で約4.72546秒の差が表れることになる。しかし、タンデイッタは、その後より正確な平均朔望月と、朔望月と比べると比較的不正確な太陽年を再定義することでこの差を生んでいるため、錯覚的なものとなっている。下の表は、2体系の太陽年を実際の平均太陽年と比較したものであり、ここから分かる通りタンデイッタはマカランタより1年当たり0.56秒精度が低い。
|                      | マカランタ                 | タンデイッタ                    |
| -------------------- | -------------------------- | ------------------------------- |
| 19太陽年の相当日数   | 6939.91625日               | 6939.9163731466日               |
| 実際の19太陽年の日数 | 6939.601591日              | 6939.601591日                   |
| 実際の太陽年とのズレ | 0.314659日                 | 0.3147821466日                  |
| 1年あたりのズレ      | 23.84784分 （1430.8704秒） | 23.85717322分 （1431.430393秒） |

結局どちらのシステムも実際の太陽年よりも年間約24分進んでおり、閏月・閏日の挿入方法はその中での誤差のみを修正し、タンデイクタは各年のずれをわずかに増大させている。この誤差の積み重ねは、638年3月22日（ユリウス暦）の紀元時には春分の日の近くにあった元旦が、現在では2022年4月17日（グレゴリオ暦）となり、23日の差が生じたことを意味する。ビルマの暦学者はこの問題に対処するため、見かけ上の計算を用い、メトン周期による閏日・閏月挿入の周期を定期的に変更することにしている。この方法の大きな欠点は、数年後以降の暦を発表することが難しいことであり、しばしば1年先までしか発表できないこともある。

## 星座

### 季節
ビルマの星座は、西洋占星術における星座と同様に、12の「ヤーディー（yathi、ရာသီ、[jàðì]）」に分かれている。これらはインド、ひいては西洋の星座から派生したものなので、概念はインドや西洋のものと同一である。各ヤーティーは30度（インダー、အင်္သာ、[ʔɪ̀nðà]）に、各度は60分（レイッター、လိတ္တာ、[leʲʔtà]）に、各分は60秒（ウィレイッター、ဝိလိတ္တာ、[wḭleʲʔtà]）に分かたれる。
| 経度အင်္သာ | ヤーディー ရာသီ    | 梵語名称     | ラテン語名称          | 該当惑星 ရာသီခွင် |
| ------- | ---------------- | ------------ | --------------------- | ------------- |
| 0°      | メイッター မိဿ    | Meṣha मेष     | 白羊宮（Aries）       | 火星          |
| 30°     | ピェイッター ပြိဿ  | Vṛiṣabha वृषभ | 金牛宮（Taurus）      | 金星          |
| 60°     | メートン မေထုန်     | Mithuna मिथुन  | 双児宮（Gemini）      | 水星          |
| 90°     | カラカッ ကရကဋ်    | Karkaṭa कर्कट | 巨蟹宮（Cancer）      | 月            |
| 120°    | テイン သိဟ်        | Siṃha सिंह     | 獅子宮（Leo）         | 太陽          |
| 150°    | カン ကန်          | Kanyā कन्या    | 処女宮（Virgo）       | 水星          |
| 180°    | トゥー တူ         | Tulā तुला      | 天秤宮（Libra）       | 金星          |
| 210°    | ビェイッサー ဗြိစ္ဆာ | Vṛścika वृश्चिक | 天蝎宮（Scorpio）     | 火星          |
| 240°    | ダヌ ဓနု          | Dhanuṣa धनुष  | 人馬宮（Sagittarius） | 木星          |
| 270°    | マカーラ မကာရ     | Makara मकर   | 磨羯宮（Capricorn）   | 土星          |
| 300°    | コン ကုံ           | Kunbha कुम्भ   | 宝瓶宮（Aquarius）    | 土星          |
| 330°    | メイン မိန်        | Mina मीन      | 双魚宮                | 木星          |

### 月宿
星座は27日ごとに分かれ、平均的な朔望月の27.321661日に近い値である。したがって、ネッカッ（ビルマ語: နက္ခတ်; nekkhat）と呼ばれる各ヤティの日は、月宿、つまり月が地球の周りを公転する黄道上の一部分を表している（インドでは27に分かれ二十七宿という）。サンスクリット語の名前をビルマ語風にアレンジしたものだが、やはり現代のインドのものとは異なっている。ビルマ暦の場合では、各月宿に不等間隔（5°から26°まで）が用いられ、各ヤーティーの最初にあたるアータワニー（Athawani）は経度350°から始まっている。現代インドのシステムでは、13°20'（360°を27で割った値）による機関の等しい区分方式を使用し、最初にあたるアズヴィニ（Asvini）は0°から始まる。以下にタンデイッタでの月宿を示す。
| 日数 | ビルマ暦での名前                                     | 梵語名称          | 該当する角度の大きさ | 該当経度範囲 |
| ---- | ---------------------------------------------------- | ----------------- | -------------------- | ------------ |
| 1    | アターワニー Athawani အဿဝဏီ                           | Asvini            | 18°                  | 350°–8°      |
| 2    | バラニー Barani ဘရဏီ                                  | Bharani           | 10°                  | 8°–18°       |
| 3    | チャッティカー Kyattika ကြတ္တိကာ                         | Krittika          | 16°                  | 18°–34°      |
| 4    | ヨーハニー Yawhani ရောဟဏီ                               | Rohini            | 12°                  | 34°–46°      |
| 5    | ミガティー Migathi မိဂသီ                               | Mrigasiras        | 14°                  | 46°–60°      |
| 6    | アドゥラ Adra အဒြ                                     | Ardra             | 5°                   | 60°–65°      |
| 7    | ポンナプクシュ Ponnahpukshu ပုဏ္ဏဖုသျှု                    | Punarvasu         | 27°                  | 65°–92°      |
| 8    | プシャ Hpusha ဖုသျှ                                     | Pushya            | 14°                  | 92°–106°     |
| 9    | アタレイッター Athaleiktha အသလိဿ                      | Aslesha           | 12°                  | 106°–118°    |
| 10   | マーガ Maga မာဃ                                       | Magha             | 11°                  | 118°–129°    |
| 11   | ピョッバー・バラゴンニー Pyobba Baragonni ပြုဗ္ဗာ ဘရဂုဏ္ဏီ  | Purva Phalguni    | 16°                  | 129°–145°    |
| 12   | オッタラー・バラゴンニー Ottara Baragonni ဥတ္တရာ ဘရဂုဏ္ဏီ | Uttara Phalguni   | 9°                   | 145°–154°    |
| 13   | ハターダ Hathadaဟဿဒ                                  | Hasta             | 10°                  | 154°–164°    |
| 14   | セイットラ Seiktraစိတြ                                 | Chitra            | 15°                  | 164°–179°    |
| 15   | トゥワーティ Thwatiသွာတိ                                | Svati             | 13°                  | 179°–192°    |
| 16   | ウィターカー Withaka ဝိသာခါ                             | Visakha           | 21°                  | 192°–213°    |
| 17   | アヌヤーダ Anuyada အနုရာဓ                              | Anuradha          | 11°                  | 213°–224°    |
| 18   | ゼータ Zehta ဇေဋ္ဌ                                     | Jyeshtha          | 5°                   | 224°–229°    |
| 19   | ムーラ Mula မူလ                                       | Mula              | 13°                  | 229°–242°    |
| 20   | ピョッバー・タン Pyobba Than ပြုဗ္ဗာသဠ်                   | Purva Ashadha     | 15°                  | 242°–257°    |
| 21   | オッタラー・タン Ottara Than ဥတ္တရာသဠ်                  | Uttara Ashadha    | 5°                   | 257°–262°    |
| 22   | タラウン Tharawun သရဝဏ်                               | Sravana           | 13°                  | 262°–275°    |
| 23   | ダナテイッダ Danatheikda ဓနသိဒ္ဓ                       | Dhanishtha        | 12°                  | 275°–287°    |
| 24   | タッタベイッシャ Thattabeiksha သတ္တဘိသျှ                 | Satataraka        | 26°                  | 287°–313°    |
| 25   | ピョッバー・パラバイッ Pyobba Parabaikပြုဗ္ဗာ ပုရပိုက်       | Purva Bhadrapada  | 10°                  | 313°–323°    |
| 26   | オッタラー・パラバイッ Ottara Parabaikဥတ္တရာ ပုရပိုက်      | Uttara Bhadrapada | 16°                  | 323°–339°    |
| 27   | イェーワティー Yewatiရေဝတီ                             | Revati            | 11°                  | 339°–350°    |

### 曜日
7日からなる週に8つの区分を設けている。
| 方角 | ビルマ語                           | 梵語                  | 日本語     | 星       | 象徴                    |
| ---- | ---------------------------------- | --------------------- | ---------- | -------- | ----------------------- |
| 北東 | タニンガヌウェ（Taninganwe） တနင်္ဂနွေ | アディティア          | 日曜日     | 太陽     | ガルダ ဂဠုန်              |
| 東   | タニンラー（Taninla） တနင်္လာ         | チャンドラ（Chandra） | 月曜日     | 月       | 虎 ကျား                    |
| 南東 | インガー（Inga） အင်္ဂါ               | アンガラカ            | 火曜日     | 火星     | ライオン（Chinthe） ခြင်္သေ့ |
| 南   | ボッダフー（Boddahu） ဗုဒ္ဓဟူး         | ブッダ                | 水曜日午前 | 水星     | 牙のある象 ဆင်           |
| 北西 | ラーフ（Rahu） ရာဟု                  | ラーフ                | 水曜日午後 | 月の交点 | 牙のない象 ဟိုင်း           |
| 西   | チャータバデー（Kyathabade） ကြာသပတေး  | ブリハスパティ        | 木曜日     | 木星     | 子ကြွက်                    |
| 北   | タウッチャー（Thaukkya） သောကြာ        | シュクラ              | 金曜日     | 金星     | モルモット ပူး            |
| 南西 | サネー（Sanay） စနေ                 | シャニ                | 土曜日     | 土星     | ナーガနဂါး                |

## ミャンマー外の派生暦
ビルマ暦には、現在のミャンマー国内だけでなく、国外にもその亜型といえるような暦が存在する。これらは年号の付け方が異なるものの、現在も使用されている。

### ラカイン暦（アラカン暦）
ラカイン族（Rakhine people）の伝統によると、ダニャワディ王朝（Dhanyawaddy Dynasty）のトゥリヤ・テータ（Thuriya Thehta）という王が制定したとされるものである。ビルマ暦は19世紀半ば以来タンディクタに移行していたが、少なくとも20世紀初頭までマカランタを適用していた。アラカンの暦では、大閏年のタグ月（Tagu）に閏日が入る。また、アラカンの伝統によると、元日のみが祝祭日となっている。バングラデシュのマグ族は、マギ＝サンという名前で現在でもラカイン暦を使っている。

### チュラ・サッカラート
ビルマ暦は初め、13世紀半ばに現在のタイ北部で、16世紀後半までにタイ中部でもちいられるようになった。当時ラーンナー、ラーンサーン、アユタヤ王朝、カンボジアなどの諸王国は、西暦638年を紀元とするミャンマーのシステムを採用したが、諸地域ではめいめいの伝統を保持、ないしはその後に独自に修正をした。例えば、ケントゥン暦（Kengtung）、ラーンナー暦、ラーンサーン暦、スコータイ暦では、ビルマ暦が月名と並行して数字で月を表さなくなったにもかかわらず、この制度を続用した。
なんにせよ、先述の通り諸地域では独自のナンバリングが行われていたため、このようなことはビルマ暦の導入以前から行われていた可能性がある。ケントゥン暦、ラーンナー暦、ラーンサーン暦、スコータイ暦の最初の月（つまり1月）は、それぞれタザウンモン（カルティカ）、タディンギュッ（アスヴィナ）、（ナドー）マーガシーシャ（Margasirsha）である。これは、タイで古文書や碑文を読むには、正しい地域に対して正しく運用されているかどうかだけでなく、他国による侵略によって慣習が変化した場合の地域内での変動そのものにも、常に気を配る必要があることを意味する
同様に、カンボジアとタイのシステムは、12年周期で各年に動物の名前を付ける慣習を保っている。この慣習はパガン朝期のミャンマーにもあったものだが、後に消滅した。
さらに、チュラサカラットはビルマ暦で使われている太陰暦と似ているが同一ではない3種類の暦を使用している。それぞれの暦は、354日の平年と384日の閏年を持つ点は同じである。しかし、ビルマ暦がメトン周期による閏年にのみ閏日を加えるのに対し、シャム暦は通常の年に閏日を加える。ただし、シャム暦は同じタイミング（Jyestha/Nayon）に1日余分に追加している。
| 暦法             | 通常（日） | 小閏年（日） | 大閏年（日） |
| ---------------- | ---------- | ------------ | ------------ |
| ビルマ暦         | 354        | 384          | 385          |
| チュラサッカラト | 354        | 355          | 384          |

最後に、コンバウン王朝が旧来のものよりも年間0.56秒長いタンデイクタに切り替えた19世紀半ばにも、計算方法が分岐した。

### タイ暦
中国のシーサンパンナのタイ族のタイ暦は、中国の影響を受けている可能性もあるが、主にはビルマ暦に基づいている。

## 現在の利用

### 祝日
ビルマ暦は、ミャンマーの祝日（Public holidays in Myanmar）の数を決定するために今でも使用されています。
| イベント名                                | ビルマ暦の日付           | 西暦における日付 |
| ----------------------------------------- | ------------------------ | ---------------- |
| タバウンの満月（万仏節）                  | タバウンの満月           | 3月-4月          |
| ティンジャン（新年祭）                    | 概ねタグ月、稀にカソン月 | 4月13-17日       |
| 仏陀の日（ウェーサーカ祭）                | カソンの満月             | 5月-6月          |
| ヴァッサ（Vassa）の始まり                 | ワーソー月の満月         | 6月-7月          |
| ヴァッサの終わり                          | タディンギュッの満月     | 10月-11月        |
| タザウンダイン祭（Tazaungdaing festival） | タザウンモンの満月       | 11月-12月        |
| 建国記念日（National day of Burma）       | タザウンモンの下弦10日   | 11月-12月        |

### 生年月日
ミャンマーでは、生年月日をグレゴリオ暦かビルマ暦を選んで登録できる。

### 公文書での取り扱い
法律、通知、文書など、政府による公式発表のビルマ語版には、ビルマ暦と西暦（グレゴリオ暦）の両方の日付がつけられている。ビルマ暦の日付を最初に、それに相当するグレゴリオ暦の日付が括弧内に続き、いずれも年、月、日の順で書かれる。例として、2017年3月29日の日付の表記を下に示す。